# سفندر لحلاحي
السفندر اللحلاحي نوع نباتي ينتمي إلى جنس السفندر من الفصيلة الهليونية.

## البيئة والانتشار
ينتشر في شمال شرق تركيا والقوقاز.

## الوصف النباتي
تنتج ثماره على الأوراق.